# Jorge Dorado
Jorge Dorado (8 de diciembre de 1976, Madrid, España) es un director de cine y televisión español tres veces nominado a los Premios Goya.

## Carrera
Dorado se licenció en Comunicación Audiovisual por la Universidad Complutense de Madrid. Ha trabajado en campañas de publicidad de algunas compañías como Movistar, Nintendo, Jazztel, Madrid 2016, Bancaja, Orange y como ayudante de dirección de películas como Moulin Rouge de Baz Luhrmann, La mala educación y Hable con ella de Pedro Almodóvar, El espinazo del diablo de Guillermo del Toro, Intacto de Juan Carlos Fresnadillo, Reinas de Manuel Gómez Pereira... Dorado dirigió el corto Mis vacaciones y en 2002 otro corto: El hombre esponja. Dirigió el documental Nuevos tiempos para la Fundación Ideas que rodó en Senegal y El otro que ganó el premio a mejor proyecto Festival de Medina del Campo. Con La guerra consiguió una nominación a los Premios Goya en 2006. 
En 2011, la productora Ombra Films, fundada por el cineasta catalán Jaume Collet-Serra (La casa de cera, La huérfana, Sin identidad) junto a Juan Solá con la idea de apadrinar a jóvenes directores españoles en EE. UU. anunció el primer proyecto de la productora que sería dirigido por Jorge Dorado en su debut como realizador de un largometraje. Al preguntársele acerca del proyecto en una entrevista, Dorado explicó: "Llevaba varios años moviendo proyectos en España y siempre se me frustraban todos en el momento de la financiación. Decidí que como era muy complicado que un productor confiara en un director novel, lo mejor era complicar más las cosas. Hice las maletas y me fui a probar suerte a Los Ángeles. Allí, casualmente, todo fue más “sencillo”. Peter Safran, tras ver mis cortometrajes, quiso representarme y de un día para otro estaba teniendo reuniones en Dreamworks, Fox, Warner… Fue el propio Peter y el por entonces su ayudante, Tom Drumm, quienes me ofrecieron el guion. Unos meses después Jaume se interesó por el proyecto y decidió entrar en la producción.
El rodaje de Mindscape comenzó en España en octubre de 2012 y su argumento giraría en torno a un hombre con la habilidad de entrar en los recuerdos de las personas que se ocupa del caso de una adolescente para determinar si es una sociópata o bien la víctima de un trauma. "Collet-Serra, quien tiene la última palabra para dar luz verde a los proyectos, trabajó con Dorado y Holmes durante 4 o 5 meses para desarrollar el guion de Mindscape, aunque no tiene previsto supervisar la filmación.", según comentó Sola Dorado explicó que tenía mucho miedo de que la cinta se quedara en algo anecdótico y que por ello intentó huir de seguir la senda de lo que ya estaba hecho y que "Mindscape" fuese distinta a Inception, Minority Report, The Cell. Confesó que se quiso acercar a películas como El silencio de los corderos, El sexto sentido, La zona muerta o, Lolita pero, sobre todo, a los códigos del cine negro clásico. "Quería que la película tuviera ese toque de cine negro con el detective, la femme fatale que, en este filme tiene ciertas reminiscencias a Lolita consiguiendo un thriller psicológico solvente que ahonde en el cerebro, en la memoria y cómo uno no se puede fiar de lo que recuerda". En 2013 Dorado comentó durante una entrevista que Collet-Serra jugó el papel de mentor en la producción, "ejerció como productor creativo, algo muy poco habitual en España. Me ha ayudado mucho en la elaboración de guion, dando notas muy concretas como la necesidad de desarrollar ciertos puntos de la trama, acabar antes el primer acto o dónde poner los giros de guion, así que, al final, era como el comodín de la llamada. En el rodaje me dio total libertad y me dijo que Mindscape era mi película, que si me equivocaba, me equivocaba yo y que si acertaba, acertaba yo. Fue como un aprendizaje". La película se estrenó en 2013 en el Festival de Cine de Sitges con críticas positivas y en cines el 24 de enero de 2014 en España, distribuida por Warner Bros.
En octubre de 2014 se incorpora como director a la serie El ministerio del tiempo para la que realiza dos episodios: Una negociación a tiempo y Tiempo de venganza. Tras su estreno la serie se convierte en un éxito sin precedentes en España en redes sociales. En 2015 rueda la Tv Movie Teresa, basada en la vida de Santa Teresa de Jesús con Marian Álvarez, Antonio de La Torre, Aitana Sánchez Gijón, David Luque y Terele Pávez como protagonistas. Consigue varios galardones entre ellos la Medalla de plata del Festival de Nueva York y se estrena en el Festival de cine de San Sebastián ese mismo año. En 2015 regresa como director a la serie El ministerio del tiempo en su segunda temporada donde realiza tres episodios: El monasterio del tiempo, Óleo sobre tiempo y Hasta que el tiempo nos separe. En 2017 estrena los episodios Tiempo de espías y Tiempo de ilustrados. En 2018 dirige junto a  Enrique Urbizu la serie Gigantes  para Movistar Plus y en 2019 se incorpora al equipo de directores de El Embarcadero (Temporadas 1 y 2) serie de Vancouver media para Movistar Plus. Ese mismo año debuta como Productor Ejecutivo de la serie Frontera Verde dirigida por Ciro Guerra para Netflix. En 2020 estrena la temporada 4 de El ministerio del tiempo de la que dirige el último episodio y estrena The Head serie para HBO Max (US), Hulu (Japan), Amazon (Italy), Starz (UK), Canal + (France) que dirige en solitario y de la que es también productor ejecutivo. En 2022 estrena su tercer largometrajes Objetos con Alvaro Morte y verónica Echegui como protagonistas así como la Temporada 2 de la serie The head estrenada el 22 diciembre en HBO Max USA, LATAM y SPAIN.

## Filmografía

### Largometrajes
- 2022: Objetos
- 2015: Teresa
- 2013: Mindscape

### Televisión
- 2024: The Head T3
- 2022: The Head T2
- 2021: Feria  T1
- 2020: The Head T1
- 2019: Frontera Verde (Como Productor Ejecutivo)
- 2019: El embarcadero T1, T2 (capítulos 5 y 7,10,11,16)
- 2018: Gigantes (capítulos 4, 5 y 6)
- 2017: El ministerio del tiempo T3 (capítulos 23 y 25)
- 2016: El ministerio del tiempo T2 (capítulos 12, 17, 20)
- 2015: El ministerio del tiempo T1 (capítulos 4 y 7)

### Cortometrajes
- 2012 El otro (17 min)
- 2011 Nuevos Tiempos (20 min)
- 2009 Gracias (13 min)
- 2007 Limoncello - Segment: A good man (5 min)
- 2005 La Guerra (9 min)
- 2002 Líneas de Fuego (20 min)
- 1999 Siguiente (7 min)

## Reconocimientos artísticos
Premios Goya
| Año  | Categoría                     | Película       | Resultado |
| ---- | ----------------------------- | -------------- | --------- |
| 2006 | Mejor cortometraje            | La Guerra      | Nominado  |
| 2010 | Mejor cortometraje documental | Nuevos Tiempos | Nominado  |
| 2014 | Mejor director Novel          | Mindscape      | Nominado  |

New York Film and TV Festival
| Año                                                          | Categoría      | Película | Resultado                  |
| ------------------------------------------------------------ | -------------- | -------- | -------------------------- |
| 2016 Archivado el 7 de noviembre de 2016 en Wayback Machine. | Mejor Tv Movie | Teresa   | Ganador (medalla de plata) |

Premios APCP publicidad
| Año  | Categoría                          | Película | Resultado |
| ---- | ---------------------------------- | -------- | --------- |
| 2008 | Mejor Director novel de publicidad | Bancaja  | Nominado  |